# Love Larson
Love Larson (Uma, 11 de junho de 1978) é uma maquiadora sueca. Foi indicada ao Oscar de melhor maquiagem e penteados em duas ocasiões: na edição de 2016 por Hundraåringen som klev ut genom fönstret och försvann e na edição de 2017 pelo filme En man som heter Ove. Seu trabalho também recebeu destaque em Skyfall.